# Zaliv Kamenskiy Kultuk
Zaliv Kamenskiy Kultuk är en vik i Kazakstan.   Den ligger i oblystet Atyraw, i den västra delen av landet, 1 500 km väster om huvudstaden Astana.